# Čehići
Čehići är ett samhälle i Bosnien och Hercegovina.   Det ligger i entiteten Federationen Bosnien och Hercegovina, i den nordvästra delen av landet, 240 km nordväst om huvudstaden Sarajevo. Čehići ligger 268 meter över havet och antalet invånare är 741.
Terrängen runt Čehići är platt söderut, men norrut är den kuperad. Čehići ligger nere i en dal. Runt Čehići är det ganska tätbefolkat, med 93 invånare per kvadratkilometer.. Närmaste större samhälle är Bihać, 19,3 km söder om Čehići. 
Omgivningarna runt Čehići är en mosaik av jordbruksmark och naturlig växtlighet.